# Xanthesma flava
Xanthesma flava är en biart som beskrevs av Michener 1965. Xanthesma flava ingår i släktet Xanthesma och familjen korttungebin. Inga underarter finns listade i Catalogue of Life.

## Bildgalleri

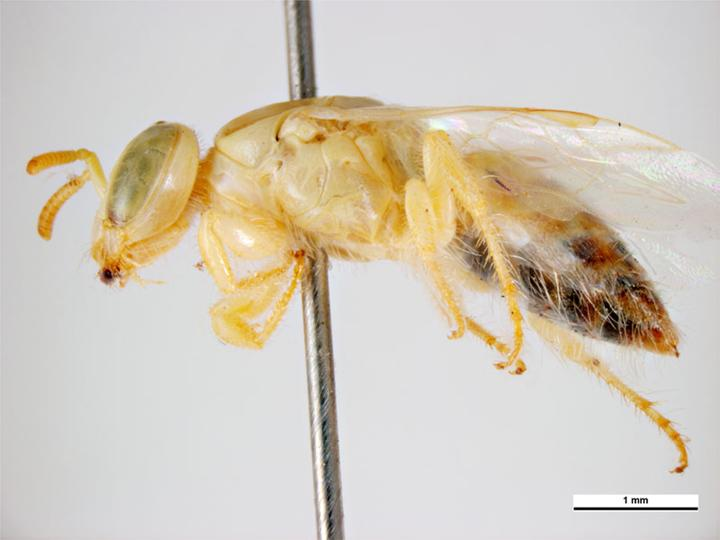